# 艾梅·马丁内斯
艾梅·马丁内斯（西班牙語：Aymée Martínez，1988年11月17日—），古巴女子田径运动员。她曾代表古巴参加2007年和2011年泛美运动会田径比赛，获得二枚金牌。她也参加了2012年夏季奥运会。